# Tipula (Acutipula) fumicosta
Tipula (Acutipula) fumicosta is een tweevleugelige uit de familie langpootmuggen (Tipulidae). De soort komt voor in het Oriëntaals gebied.